# Janusz Styczeń

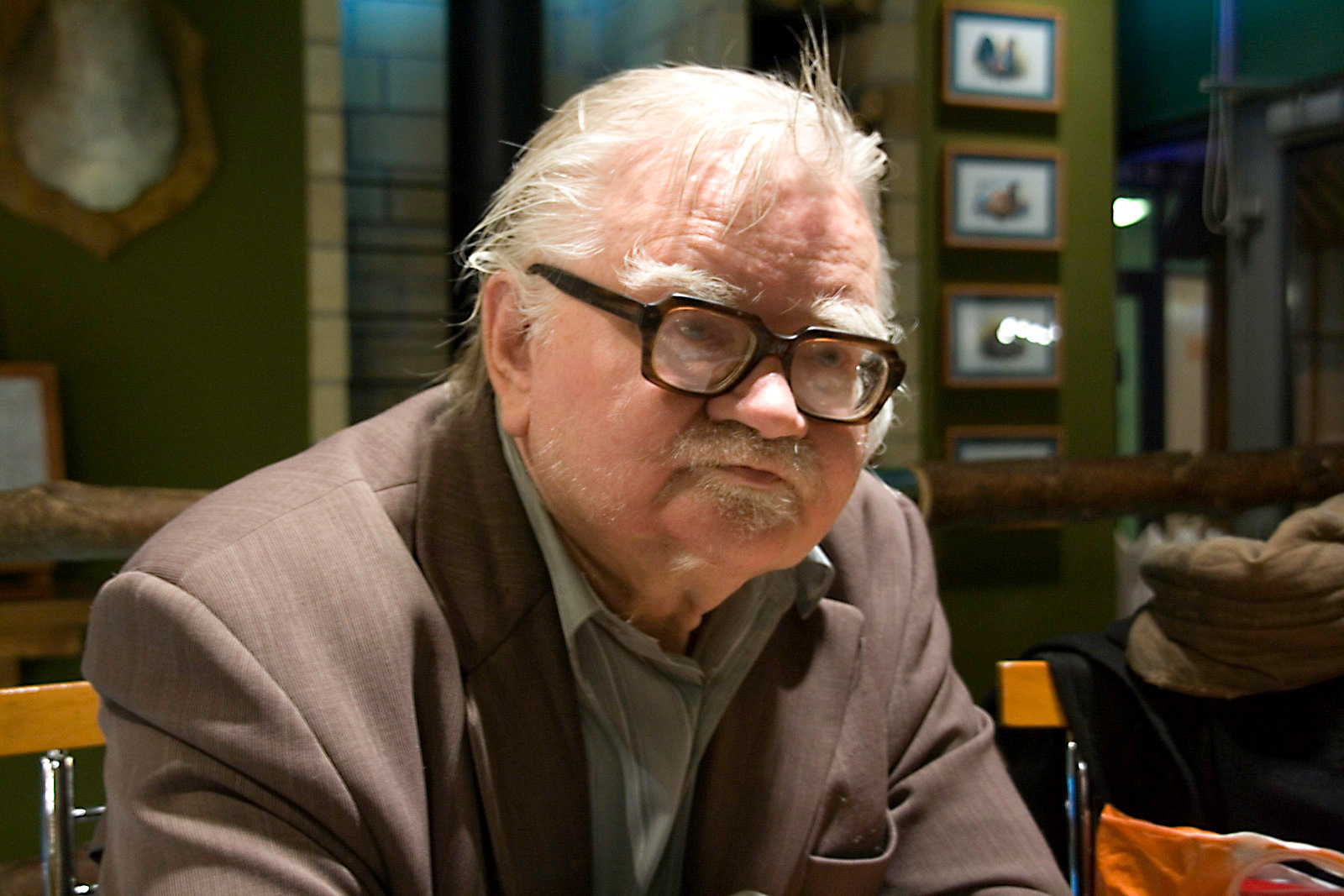
Janusz Styczeń

Janusz Styczeń (* 27. November 1939 in Biadoliny Szlacheckie, Powiat Brzeski; † 2. April 2022 in Breslau) war ein polnischer Lyriker.

## Leben und Werk
Janusz Styczeń war Absolvent der Philologischen Fakultät der Universität Breslau. Er veröffentlichte eine Reihe von Gedichtbänden.
Texte von Janusz Styczeń wurden von Bettina Eberspächer und Peter Gehrisch ins Deutsche übertragen und im Ostragehege, im Muschelhaufen sowie in der Anthologie "Nach den Gewittern" publiziert. Im Film über den polnischen Dichter Rafał Wojaczek spielte er sich selbst in seiner eigenen Wohnung in Breslau.

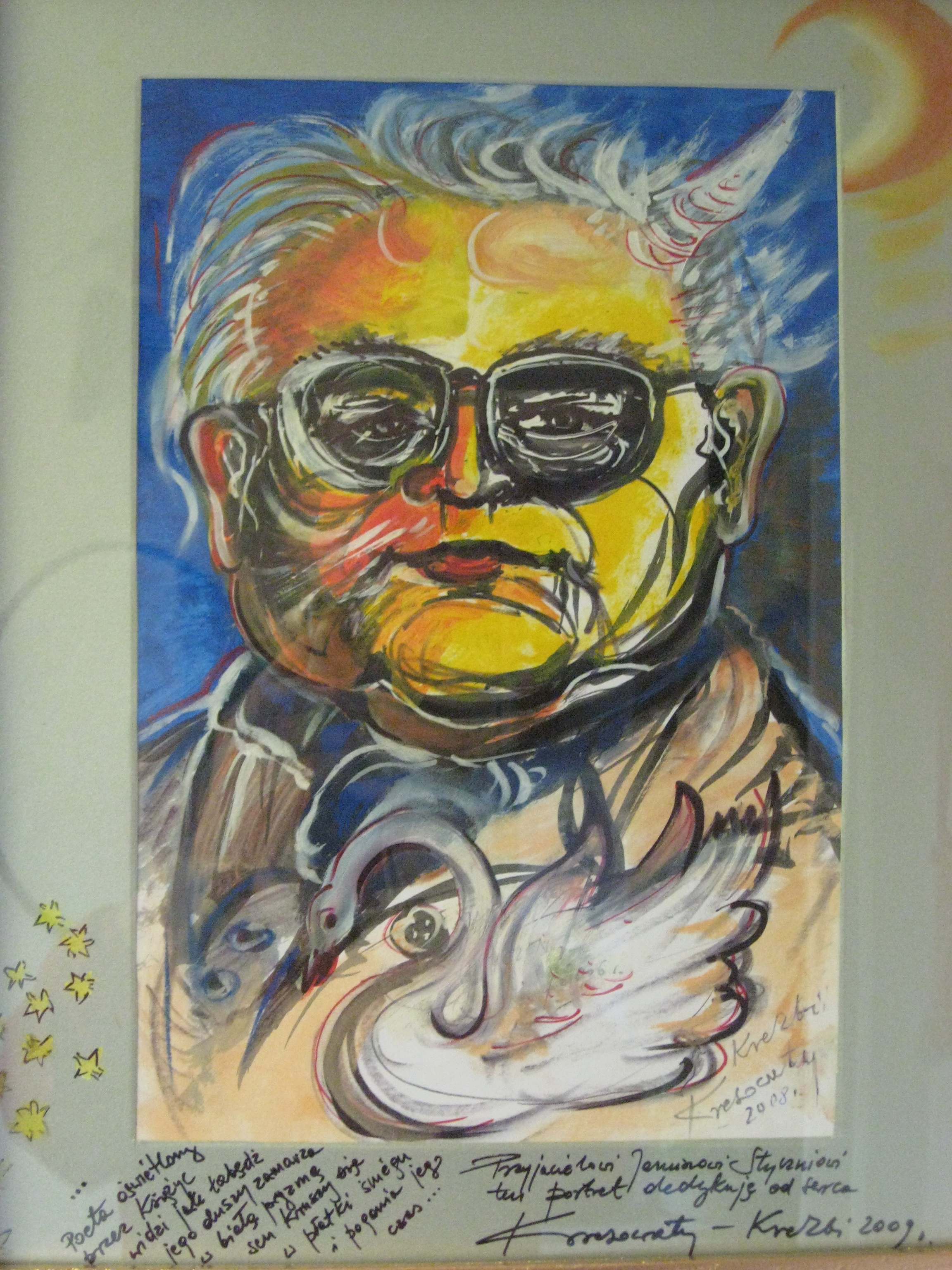
Surrealistisches Porträt von Janusz Styczeń, gemalt von Zbigniew Kresowaty

## Ausgewählte Werke (bislang nicht auf Deutsch)
- Kontury (zu Deutsch etwa: Konturen) (1966)
- Lustro-sofista (1969)
- Boski paragraf (zu Deutsch etwa: Der göttliche Paragraph) (1971)
- Ten najżarliwszy seans spirytystyczny (1975)
- Uśnij snem morskim (1977)
- Rozkosz gotycka (1980)
- Trujące piękno (1982)
- Widzialne ciała tajemnicy (1982)
- Liście księżyca (zu Deutsch etwa: Blätter des Mondes) (1989)
- Mężczyzna i kobieta patrzą na księżyc (zu Deutsch etwa: Mann und Frau schauen zum Mond) (1989)
- Poezja mroku (1995)
- Groza wtajemniczenia (1996)
- Wieczna noc miłosna (1999)
- Zamarznięty łabędź (2007)
- Furia instynktu (2011)